# Museo della Federazione Rivoluzionaria Armena
Il Museo Storico della Federazione Rivoluzionaria Armena (in armeno Հ. Յ. Դաշնակցութեան պատմութեան թանգարան հիմնադրամ?) è un museo ubicato nel centro di Erevan capitale dell'Armenia, che mostra la storia della Prima Repubblica di Armenia e dell'organizzazione attraverso i suoi membri e le varie fasi della sua storia.

## Storia
Il museo inizialmente aprì nel 1946 a Parigi e nel corso degli anni ha accumulato ben 3000 pezzi. La sua sede di Erevan fu inaugurata durante una cerimonia ufficiale il 13 luglio 2007 presso il Centro Kristapor Mikaelian. Erano presenti all'apertura i membri e i leader del partito tra cui Hrant Markarian e molti aderenti e sostenitori. Presiede anche il presidente internazionale socialista Luis Ayala e ha accolto con favore l'apertura del museo come un punto di svolta storico e importante nella storia della Federazione Rivoluzionaria Armena.
Il museo mostra documenti governativi, francobolli e altri manufatti. La prima delle sue sezioni è dedicata alla Prima Repubblica di Armenia dal 1918 al 1920. Essa presenta documenti ufficiali riguardanti l'Armenia al Trattato di Versailles nel 1919 e effetti personali dei primi ministri della Repubblica; Hamo Ohanjanyan, Alexander Khatisyan, Simon Vratsian e Hovhannes Katchaznouni. Gli effetti personali dei generali Andranik Ozanian e Drastamat Kanayan sono tra i punti salienti dell'esposizione permanente.